# Coppa di Lega 2007 (pallavolo femminile, Italia)
La Coppa di Lega di pallavolo femminile 2007 si è svolta dal 20 maggio al 16 giugno 2007: al torneo hanno partecipato 8 squadre di club italiane e la vittoria finale è andata per la prima volta all'Asystel.

## Regolamento
Le squadre hanno disputato una prima fase con gare di andata e ritorno a cui hanno partecipato le due non qualificate ai play-off scudetto e le due eliminate ai quarti di finale dei play-off scudetto peggio classificate alla fine della regular season; le vincitrici hanno acceduto ad una seconda fase, giocata con gare di andata e ritorno, in cui hanno sfidato le due eliminate ai quarti di finale dei play-off scudetto meglio classificate alla fine della regular season; le vincitrici hanno acceduto ad una terza fase, giocata con gare di andata e ritorno, in cui hanno sfidato le due eliminate alle semifinali dei play-off scudetto; le vincitrici hanno acceduto alla finale, giocata con gara di andata e ritorno.

## Squadre partecipanti
| Squadra           | Qualificazione                             | Ultima partecipazione |
| ----------------- | ------------------------------------------ | --------------------- |
| Altamura          | 9ª in Serie A1 2006-07                     | Debutto               |
| Bergamo           | Quarti di finale play-off scudetto 2006-07 | Debutto               |
| Chieri            | Quarti di finale play-off scudetto 2006-07 | Coppa di Lega 2006    |
| Asystel           | Semifinali play-off scudetto 2006-07       | Debutto               |
| Club Padova       | Quarti di finale play-off scudetto 2006-07 | Coppa di Lega 2006    |
| Robursport Pesaro | Semifinali play-off scudetto 2006-07       | Debutto               |
| Santeramo         | 10ª in Serie A1 2006-07                    | Coppa di Lega 2006    |
| Vicenza           | Quarti di finale play-off scudetto 2006-07 | Coppa di Lega 2006    |

## Torneo

### Prima fase

#### Andata
| 20 maggio 2007 - ore 18:00 PalaCooper, Santeramo in Colle | Santeramo | 3 - 1 | Vicenza     | 24-26, 28-26, 25-17, 29-27 |
| 20 maggio 2007 - ore 20:30 PalaBaldassarra, Altamura      | Altamura  | 1 - 3 | Club Padova | 20-25, 19-25, 25-22, 16-25 |

#### Ritorno
| 23 maggio 2007 - ore 18:00 PalaRuggi, Imola    | Vicenza     | 3 - 1 | Santeramo | 25-16, 23-25, 25-14, 28-26 Golden set: 15-10 |
| 23 maggio 2007 - ore 20:30 PalaArcella, Padova | Club Padova | 3 - 0 | Altamura  | 25-12, 25-13, 25-23                          |

### Seconda fase

#### Andata
| 27 maggio 2007 - ore 18:30 PalaArcella, Padova | Club Padova | 0 - 3 | Bergamo | 28-30, 22-25, 21-25 |
| 27 maggio 2007 - ore 20:30 PalaRuggi, Imola    | Vicenza     | 3 - 0 | Chieri  | 25-20, 25-15, 25-19 |

#### Ritorno
| 3 giugno 2007 - ore 18:00 PalaNorda, Bergamo    | Bergamo | 3 - 0 | Club Padova | 25-21, 25-21, 25-18 |
| 3 giugno 2007 - ore 20:30 PalaMaddalene, Chieri | Chieri  | 0 - 3 | Vicenza     | 19-25, 15-25, 17-25 |

### Terza fase

#### Andata
| 6 giugno 2007 - ore 20:30 PalaNorda, Bergamo | Bergamo | 3 - 2 | Robursport Pesaro | 25-17, 20-25, 25-23, 22-25, 15-10 |
| 7 giugno 2007 - ore 20:30 PalaRuggi, Imola   | Vicenza | 0 - 3 | Asystel           | 26-28, 23-25, 18-25               |

#### Ritorno
| 9 giugno 2007 - ore 20:30 PalaDionigi, Sant'Angelo in Lizzola | Robursport Pesaro | 3 - 0 | Bergamo | 26-24, 25-22, 25-21 |
| 10 giugno 2007 - ore 20:30 PalaDalLago, Novara                | Asystel           | 3 - 0 | Vicenza | 25-23, 25-19, 25-19 |

### Finale

#### Andata
| 12 giugno 2007 - ore 20:30 PalaDalLago, Novara | Asystel | 3 - 0 | Robursport Pesaro | 30-28, 26-24, 25-20 |

#### Ritorno
| 16 giugno 2007 - ore 20:30 PalaDionigi, Sant'Angelo in Lizzola | Robursport Pesaro | 1 - 3 | Asystel | 19-25, 21-25, 25-21, 17-25 |